# アラゴサウルス
アラゴサウルス（Aragosaurus　「アラゴンのトカゲ」の意味）は白亜紀前期、現在のスペインに生息した竜脚類恐竜の属の一つである。
大型で四足歩行の草食恐竜であり、化石はスペイン、アラゴン州テルエル県ガルベので発見された。発見された地層はオーテリーブ期-バーレム期のものとされる。体長は18 m、体重は2.8 tと推定されている。
他の竜脚類と同様に長い首と長く強靭な尾を持ち、頭は小さく大きな胴体を持っていた。大まかにはカマラサウルスに似ていた。1987年、スペインで発見された部分的な化石に基づきSanz, Buscalioni、Casanovi、Santafeにより記載、命名された。タイプ種はA. ischiaticusである。カマラサウルス同様に短めの頭骨を持ち、首は竜脚類としてはあまり長くなかった可能性がある。歯は大きめで幅が広く、背の高い針葉樹の葉や枝をきざむのに有用であったと推定される。前肢は後肢よりわずかに短く、尾は長く筋肉質であった。

## 参照
1. 1 2 3  J. L. Sanz, A. D. Buscalioni, M. L. Casanovas, J. V. Santafé: Dinosaurios del Cretácico Inferior de Galve (Teruel, España). In: Estudios geológicos, volumen extraorninario Galve-Tremp. 1987, S. 45–64.
2. ↑  Philip D. Mannion, Jorge O. Calvo: Anatomy of the basal titanosaur (Dinosauria, Sauropoda) Andesaurus delgadoi from the mid-Cretaceous (Albian–early Cenomanian) Río Limay Formation, Neuquén Province, Argentinia: implications for titanosaur systematics. In: Zoological Journal of the Linean Society. 2001, S. 1–27.